# نادي رودار كاكاني
نادي رودار كاكاني هو نادي كرة قدم من مدينة كاكاني في البوسنة والهرسك تأسس في 1928. يلعب في ملعب رودارا الذي يتسع لـ5000 متفرج.
في الوقت الحاضر ينشط النادي في دوري الدرجة الأولى لاتحاد البوسنة والهرسك.
عرف النادي بكونه أول نادي بوسني لعب حارس مرماه كينان هاساجيتش [الإنجليزية] حارساً أول مع منتخب البوسنة والهرسك لكرة القدم.

## وصلات خارجية
- الموقع الرسمي